# Nemzeti dal

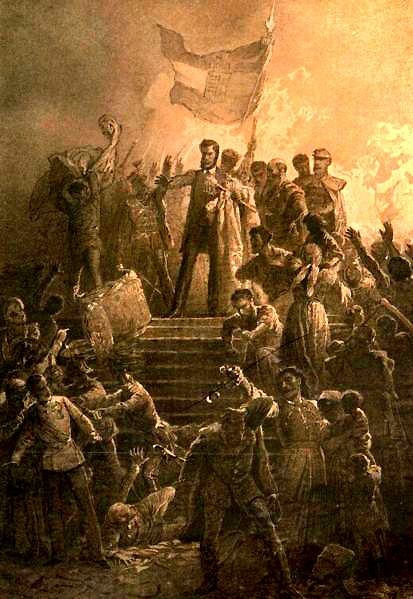
Sándor Petőfi recituje Nemzeti dal dne 15. března 1848 při vystoupení lidu v Pešti

Nemzeti dal (česky: Národní píseň) je maďarská vlastenecká píseň. Jejím autorem je přední maďarský romantický básník Sándor Petőfi. Píseň poprvé zazněla 15. března 1848 při vystoupení maďarského lidu v Pešti, kterým začala Maďarská revoluce a boj za nezávislost v letech 1848 – 1849. Maďarský význam tento písně se dá přirovna k francouzské Marseillaise.

## Text
| Nemzeti dal Talpra magyar, hí a haza! Itt az idő, most vagy soha! Rabok legyünk, vagy szabadok? Ez a kérdés, válasszatok! - A magyarok istenére Esküszünk, Esküszünk, hogy rabok tovább Nem leszünk! Rabok voltunk mostanáig, Kárhozottak ősapáink, Kik szabadon éltek-haltak, Szolgaföldben nem nyughatnak. A magyarok istenére Esküszünk, Esküszünk, hogy rabok tovább Nem leszünk! Sehonnai bitang ember, Ki most, ha kell, halni nem mer, Kinek drágább rongy élete, Mint a haza becsülete. A magyarok istenére Esküszünk, Esküszünk, hogy rabok tovább Nem leszünk! Fényesebb a láncnál a kard, Jobban ékesíti a kart, És mi mégis láncot hordunk! Ide veled, régi kardunk! A magyarok istenére Esküszünk, Esküszünk, hogy rabok tovább Nem leszünk! A magyar név megint szép lesz, Méltó régi nagy hiréhez; Mit rákentek a századok, Lemossuk a gyalázatot! A magyarok istenére Esküszünk, Esküszünk, hogy rabok tovább Nem leszünk! Hol sírjaink domborulnak, Unokáink leborulnak, És áldó imádság mellett Mondják el szent neveinket. A magyarok istenére Esküszünk, Esküszünk, hogy rabok tovább Nem leszünk! | Národní píseň Vzhůru, Maďaři, vlast volá! Je čas, teď, nebo nikdy! Budeme otroky, nebo svobodnými lidmi? To je ta otázka, vyberte si! Bože Maďarů Přísaháme, Přísaháme, že otroky dál Nebudeme! |